# Йосель из Росхейма
Йосель (Иосель; Иосельман; Иозелин) из Росхейма / Росгейма (нем. Josel von Rosheim), также Иосиф бен-Гершон Лоанц (Joselmann / Yoselmann (Joseph) Ben Gerschon Loans / Loanz; род. ок. 1480, ум. в марте 1554 года, в Росгейме, Эльзас) — в Священной Римской империи известный в первой половине XVI века общественный деятель; штадлан (представитель) германских евреев, более сорока лет защищавший их интересы перед королями и князьями.

## Биография и деятельность
Отец Иоселя, Гершон, будучи замешан в ритуальном процессе, бежал в эльзасское местечко Оберенгейм. Со стороны матери корни Иоселя уходили к знаменитому Раши. Йосель занимался кредитными операциями.

### При Максимилиане I
Один из его родственников, Яков бен-Иехиель, состоял врачом императора Фридриха III и пользовался доверием его сына Максимилиана, что могло облегчить доступ Иоселю к императорскому двору. В войне императора Максимилиана с владетелем Курпфальца (1503—1505), во время которой Йосель потерял большую часть своего состояния, он добился путём переговоров со швейцарскими полководцами армии Максимилиана уменьшения выкупной суммы евреев.
В связи с несчастием, постигшем бранденбургских евреев в 1510 году, евреи Южной Германии избрали Иоселя своим представителем на случай наступления тяжёлых дней. В звании «Parnas et Manhig» («заступник и вождь»; в немецких документах «Befehlshaber und Regierer») имел право издавать постановления для евреев своего округа и налагать херем на непослушных. Смог добиться благосклонности императора Максимилиана I, благодаря услугам, которые Йосель оказал императорской армии. В первые годы заступнической деятельности жил в 
Миттельбергхайме; в 1514 г. он с другими евреями, по обвинению в осквернении гостии, несколько месяцев провёл в тюрьме; вскоре после этого переселился в Росгейм. Отличаясь умелой и благородной защитой единоверцев, Йосель встречал хороший прием при дворе.
В 1516 г. он стал хлопотать пред императором за евреев Эльзаса, которым угрожало изгнание, а вслед за тем ходатайствовал уже за евреев других немецких областей. Когда в Майнце на собрании прелатов и рыцарей было решено обратиться ко всем князьям об изгнании евреев из Германии, император, по просьбе Иоселя, запретил трогать евреев. Иоселю была пожалована особая грамота, согласно которой он и его семья могли жить и торговать в стране и освобождались от специальной пошлины для евреев Leibzoll (пропускная пошлина).

### При Карле V
Внук Максимилиана, Карл V (1519—1555), особенно благоволил к Иоселю, и деятельность его стала ещё успешнее. Он выхлопотал у Карла утверждение привилегий для евреев Германии. Когда вспыхнула Крестьянская война (1524) и евреям Эльзаса угрожало истребление, Йосель с большой опасностью пробрался в лагерь крестьян в Альтдорфе и получил охранительные грамоты для евреев, которые были разосланы и по другим крестьянским армиям (он спас также свой родной город Росгейм от гибели).
В 1529 г. по ложному обвинению на костре погибло 30 евреев в Бёзинге (в ту пору Венгрия), и большая опасность стала угрожать евреям Моравии; тогда Йосель на съезде южно-германских раввинов в Гюнцбурге составил записку, в которой привёл папские и императорские постановления против подобных обвинений, и отправил её Фердинанду, королю Венгрии и Моравии, после чего все арестованные евреи были освобождены.
Год спустя на рейхстаге в Аугсбурге (1530), в присутствии императора и его двора Йосель победил в диспуте ренегата Антония Маргариту. На том же рейхстаге Йосель защитил евреев от обвинения в тайной поддержке Лютера. Созвал раввинов и представителей общин для выработки правила с целью устранить нечестное ведение евреями торговых и кредитных дел. Йосель внёс эти правила в официональные акты рейхстага за подписью: «Jch Josel Jud von Rosheim gemeiner Jüdischheit Regierer im Deutschen Land», одновременно потребовав предоставления евреям права передвижения и защиты их от ложных обвинений — «Мы люди, созданные Богом Всемогущим, чтобы жить на земле у вас и с вами».
Новые притеснения евреев вызвали Иоселя в Брюссель, к императору Карлу, где он, проведя несколько месяцев, несмотря на то, что евреям запрещалось там жить, добился своей цели. Там он написал сочинение «Derech Hakodesch» (1531). К Иоселю обращались также для улаживания внутренних конфликтов: он был вызван (1534) примирить евреев Праги и местечка Горовица (где подвергался смертельной опасности со стороны горовицких евреев). Хлопотал за евреев Саксонии, которым в 1539 г. угрожало изгнание. Выступление Меланхтона с разоблачениями о настоящем виновнике убийства в Бранденбурге в 1510 году было использовано Иоселем, чтобы испросить у бранденбургского курфюрста Иоахима разрешения евреям вернуться в его страну, а у саксонского курфюрста отмены постановления об изгнании евреев.
На юдофобскую агитацию реформатора Буцера ответил написанием на еврейском языке своего рода руководства «Iggeret ha-Neehamah» (сохранилось только в отрывках), которое рекомендовал читать по субботам в синагогах, чтобы евреи учились отражать нападки Буцера.
Вышедший в 1543 г. памфлет Лютера «Von den Juden und ihren Lügen» привёл к ухудшению и без того жалкого положения евреев в протестантских странах, а вслед за тем Лютер опубликовал «Schem ha-Meforasch» (перевод более старого латинского сочинения, направленного против евреев). Йосель представил страсбургскому магистрату трогательную петицию (просьбу) выступить в защиту евреев. Магистрат ответил, что не разрешит Лютеру печатать сочинения в Страсбурге.
Йосель отправился в Богемию, когда в 1541 г. последовало изгнание многочисленного местного еврейского населения.
Делал попытки улучшить положение евреев в протестантских странах: на имперском рейхстаге (1544) он добился от Карла V, врага протестантов, подтверждения прежних привилегий евреев; особенно интересны два постановления, проведённые благодаря Иоселю: евреи могли взимать более высокий процент, чем христиане-заимодавцы, так как они платили большие подати и им к тому же было запрещено заниматься земледелием и ремесленным трудом; далее император запретил ложные обвинения в ритуальных убийствах, о которых шла речь в сочинениях Лютера, и не арестовывать еврея, пока виновность его не будет точно доказана. В благодарность Йосель доставил императору от немецких евреев 3000 гульденов.
Шмалькальденская война (1546) вызвала новые опасения. Йосель добился императорского приказа не беспокоить евреев, взамен чего евреи обязались доставлять проходящим войскам припасы.
Место погребения не известно. Потомки Иоселя известны, как учёные раввины.

## Труды
Автор двух сочинений по вопросам религии и этики:
- «Derech ha-Kodesch» (Брюссель; 1531);
- «Sefer ha-Mikneh» (Ратисбонн/Регенсбург)

Отрывки из этих книг были напечатаны в книге «Josif Omez» Йозефа Хана (Франкфурт-на-М., 1723). Некоторые главы «Sefer ha-Mikneh» сохранились в рукописи в Бодлеяне (каталог Нейбауэра, № 2240).
Мемуары за 1471, 1476 и 1503—47 гг. (составлены, по-видимому, после 1547; напечатаны под названием «Journal» в евр. тексте и с франц. переводом в Rev. Et. Juives, XVI), где описывает свою общественную деятельность.